# Cornelia van der Hart

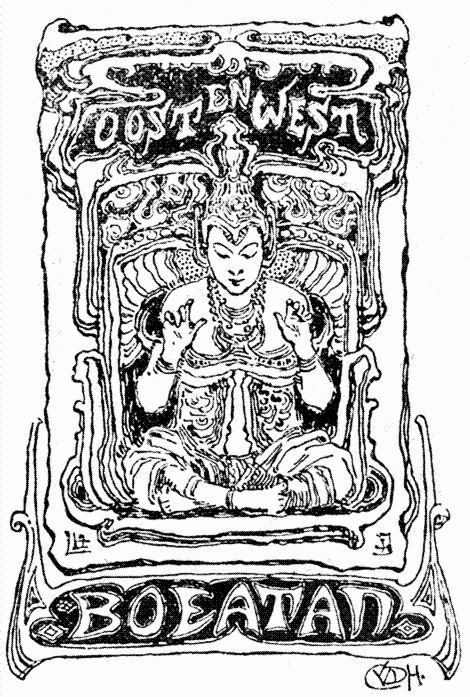
Reclametekening voor Boeatan door Cornelia van der Hart.

Cornelia van der Hart (Fort de Kock (Sumatra, Indonesië), 5 december 1851 – Den Haag, 14 juli 1940) was een Nederlands schilder, tekenaar, pentekenaar, etser, illustrator, ontwerper, lithograaf, houtsnijder en boekbandontwerper.

## Leven en werk
Van der Hart werd geboren in Nederlands-Indië uit Nederlandse ouders, als dochter van Alexander van der Hart (1808-1855), waarnemend civiel en militair gouverneur van Celebes, en Anna Carolina Elize Michiels. Ze genoot haar opleiding aan de Akademie voor Beeldende Kunsten in Den Haag, als leerling van Johan Philip Koelman. Vanaf 1879 was zij als hulponderwijzeres aan de academie verbonden. Zij was lid van Pulchri Studio.
- Biografisch Portaal: 03984179
- International Standard Name Identifier: 0000 0000 6853 8668
- Nederlandse Thesaurus van Auteursnamen: 07386109X
- RKD-Nederlands Instituut voor Kunstgeschiedenis: 36192
- Union List of Artist Names: 500108774
- Virtual International Authority File: 96495474
- WorldCat: E39PBJpv6KVVVryG6PTpxHJbh3